# Ковачевац (Качаник)
Ковачевац (алб. Kovaçec или Kovaçeci) је насеље у општини Качаник, Косово и Метохија, Република Србија.

## Становништво
| Демографија | Демографија | Демографија |
| Година      | Становника  | Становника  |
| ----------- | ----------- | ----------- |
| 1948.       | 287         |             |
| 1953.       | 474         |             |
| 1961.       | 539         |             |
| 1971.       | 648         |             |
| 1981.       | 656         |             |
| 1991.       | 796         |             |